# Allen Upward
Allen Upward, né en 1863 à Worcester, Worcestershire, et mort le 12 novembre 1926 à Wimborne, dans le Dorset, est un avocat, politicien, écrivain et poète britannique, auteur de nombreux romans populaires.

## Biographie
Né dans une famille membre des Assemblées de Frères de Plymouth. Ses études, fort éclectiques, sont marquées par des arrêts et la fréquentation de nombreux établissements. Il fait finalement ses études de droit à l’Université de Dublin qu’il complète avec mention. Bien qu’il occupe pendant ses études un poste dans les bureaux de l’administration britannique, il publie en 1884, de façon anonyme, The Truth About Ireland, un pamphlet qui se porte à la défense du Home Rule et de l’indépendance de l’Irlande. Peu après, il est envoyé au Kenya comme juge de la Couronne britannique. 
De retour en Angleterre au début des années 1890, il s’installe à Cardiff et devient l’avocat de Joseph Havelock Wilson (en) et des leaders syndicaux qui mènent une lutte ouvrière pour imposer les droits des travailleurs. Il brigue également en vain un siège de député sous la bannière du Parti libéral.
En 1897, il s’engage dans un corps armé levé par la Société des Nations pour défendre la Crète contre l’Empire ottoman et assurer son autonomie territoriale. Il reprendra les armes en 1908 pour venir en aide aux Macédoniens contre les intrusions offensives des Bulgares.
La même année, Upward fait paraître The New Word : an Open Letter to the Swedish Academy in Stockholm on the Meaning of the Word Idealist, où il fustige le recours aveugle à la science, processus fustigé sous le nom de scientologie, un mot qui n’a pas dans son esprit la valeur que lui accordera plus tard le fondateur de l’église de scientologie L. Ron Hubbard. Dans la foulée, Upward rédige également des articles pour la revue The New Age, notamment une série de trois textes qui attaquent le concept philosophique du Surhomme chez Nietzsche. Il étoffe plus tard ses articles dans Paradise Found or the Superman Found Out : a Joke at Everybody’s Expense in Three Acts, un essai paru en 1915.
Depuis quelques années, il donne déjà dans la presse des poèmes associés au mouvement d’avant-garde de l’Imagisme. Certains seront repris dans les recueils Song of Ziklag et Scented Leaves from a Chinese Jar (1917), mais aussi dans une anthologie, De l'Imagisme éditée en 1914 par Ezra Pound avec qui Upward s’est lié d’amitié.
En marge de ses publications poétiques et savantes, il est contraint d’écrire des romans populaires dans un but alimentaire.  Paraissent ainsi des romans d’aventures et de science-fiction, ainsi que des romans policiers et d’espionnage. The Prince of Balkistan (1895) et A Crown of Straw appartiennent à la veine des récits orientalistes mouvementés très en vogue au tournant du siècle. The Man Who Lived Backwards (1905) est un texte de science-fiction sur le thème, aujourd’hui rabâché, mais alors nouveau (déjà exploité par H. G. Wells), du voyage dans le passé : un héros adulte revisite les lieux de sa jeunesse et rencontre ses proches tels qu’ils étaient des années auparavant. Dans The Discovery of the Dead (1910), une invention permet d’ouvrir le spectre de la vision et de communiquer avec les morts, ce qui donne lieu à une fructueuse conversation avec Edgar Allan Poe. Sous le pseudonyme A. V., Upward livre les confessions fictives d’un espion toujours présent lors des événements charnières de l’Histoire. Enfin, dernières œuvres de l’écrivain, les trois romans policiers de la série du Dr Frank Tarleton, notamment Le Club des masques (1926), sont des intrigues multipliant complots et sociétés secrètes dans la plus pure tradition des Nouvelles Mille et Une Nuits de Robert Louis Stevenson.
En novembre 1926, Upward se suicide en se tirant une balle dans la tête. Des années plus tard, dans une lettre, Ezra Pound ironise sur ce suicide en émettant la fausse supposition qu'Allen Upward se serait suicidé en apprenant que le prix Nobel de littérature qu’il convoitait venait d’être attribué à George Bernard Shaw.

## Œuvre

### Romans

#### SérieDrFrank Tarleton
- The Domino Club ou The Club of Masks (É.-U.) (1926) Publié en français sous le titre Le Club des masques, Paris, Librairie des Champs-Élysées, Le Masque no 28, 1928
- The House of Sin (1927), publication posthume
- The Venetian Key (1927), publication posthume

#### SérieMr. V.
- The Phantom Torpedo-Boats (1905), paru en feuilleton sous le pseudonyme A. V.
- Secrets History of Today: Being Revelations of a Diplomatic Spy (1904), recueil de nouvelles d’abord publiées dans la presse sous le pseudonyme A. V.

#### Autres romans
- The Prince of Balkistan (1895)
- The Queen Against Owen. A Novel (1895)
- A Crown of Straw (1896)
- A Bride’s Madness (1897)
- God Save the Queen!: a Tale of ’37 (1897) Publié en français sous le titre God Save the Queen !, Paris, A. Colin, 1898
- Athelstane Ford (1899)
- The Accused Princess (1900)
- The Wrongdoer (1900)
- The Ambassador’s Adventure (1901)
- The Log of the “Folly” (1903)
- High Treason: Romance of Politics (1903)
- The Four Conquest of England: a Sequel to “Treason” (1904)
- On His Majesty’s Service: the Story of Tariff Reform. (A Romance) (1904)
- The Yellow Hand (1904)
- The Saying of K’Ung the Master (1904)
- The International Spy: Being a Secret History of the Russo-Japanese War (1905)
- The Discovery of the Dead (1910)
- Secrets of the Past (1910)
- Lord Alistairs Rebellion (1910)

### Nouvelles

#### Recueils de nouvelles
- Secrets of the Courts of Europe: the Confidences of an Ex-Ambassador  (1896)
- The Wonderful Career of Ebenezer Lobb (1900)
- Historic Mysteries (1901)
- The Strange Errands of a Messenger Boy (1904)
- Underground History (1904), recueil signé A. V.

#### Nouvelles isolées
- The Secret of St. James’s Place (1900)
- A Tragedy of Naples (1901)
- The Fall of the Borgias (1901)
- The Cow of Falaye (1904)
- The Hastings Case (1905)
- The Man Who Lived Backwards (1905)
- The Story of the Green House, Wallington (1905)

#### Nouvelles isolées signée A. V.
- The Kaiser’s Escapade (1906)
- The Secret Treaty of Portmouth (1906)
- The Secret of the Sultan’s Harem (1906)
- The Dethronement of Nicholas II (1907)
- The Arrest of an Empress (1907)
- A Riddle of Contemporary History ou  A Riddle of Recent History (1907)
- The Theft of the Bismarck Manuscript (1907)
- The Midnight Meeting of the Emperors (1908)
- The Entente Cordiale (1908)
- Bit o’ Ribbon (1910)
- Confessions of an International Spy (1928), publication posthume

### Poésie

#### Recueils de poésie
- Song of Ziklag (1888)
- The Ascent of Man: a Reverie (1890)
- A Day’s Tragedy: a Novel in Rhyme (1897)
- Scented Leaves from a Chinese Jar (1917)

#### Poèmes isolés
- Baldur (1912)
- Holidays (1912)
- Finis (1912)

### Autobiographie
- Some Personalities (1921)

### Autres publications
- The Truth About Ireland (1884)
- Trial by Jury and the Labour Movement: a Plea for Reform (1891)
- One of God’s Dilemmas (1896)
- Goldenhair and Curlyhead (1900)
- The Slaves of Society: a Comedy in Covers (1900)
- The New Word: an Open Letter to the Swedish Academy in Stockholm on the Meaning of the Word Idealist (1908)
- The East End of Europe, the report of an unofficial mission to the European provinces of Turkey ont the eve of he revolution (1908) Publié en français sous le titre La Turquie banqueroutière, considérations sur l’état financier de l’Empire ottoman, Paris, E. Leroux, 1910
- The Divine Mystery: a Reading of the History of Christianity Down to the Time of Christ (1913)
- Paradise Found or the Superman Found Out: a Joke at Everybody’s Expense in Three Acts (1915)

### Traduction
- Saying of Confucious

## Sources
- Jacques Baudou et Jean-Jacques Schleret, Le Vrai Visage du Masque, vol. 1, Paris, Futuropolis, 1984, 476 p. (OCLC 311506692), p. 255.